# 卢翰 (唐朝)
盧翰（?—?），在唐德宗在位期间，784年—786年担任宰相（同中書門下平章事）。
盧翰任宰相之前的经历几乎没有记载，他出自范阳卢氏北祖第二房，祖父盧履冰在唐玄宗开元年间历左补阙、河南府士曹参军，父亲盧正己历任剑南西川节度使、成都尹、尚书右丞、御史中丞、大理卿、刑部侍郎、太府卿、工部尚书、河南尹、东京留守、太子宾客。
盧翰初为秘书郎、监察御史。782年，卢翰为吏部侍郎，阶朝请大夫，爵范阳县公，转工部侍郎。784年，唐德宗因为泾原兵变、朱泚在长安称汉帝，逃到了奉天（今陕西咸阳市乾县）。吏部侍郎盧翰被任命为兵部侍郎、同中書門下平章事。784年, 宰相萧复支持韦皋替代陳少遊为淮南节度使。唐德宗命和刘从一讨论此事，不让卢翰、李勉参与。萧复拒绝这样做，最终导致萧复的辞职。784年冬，卢翰加太微宫使。785年正月，卢翰和刘从一不敢反对皇帝提拔民众认为朱泚、李怀光叛乱根由的前宰相卢杞。786年，卢翰迁太子宾客罢知政事。
卢翰有一女嫁清河崔广，官至洺州临洺县尉。